# Cryptocanthon punctatus
Cryptocanthon punctatus là một loài bọ cánh cứng trong họ Bọ hung (Scarabaeidae).